# 伯朝拉低地
伯朝拉低地是俄羅斯的低地，位於烏拉山脈和季曼嶺之間的伯朝拉河流域，由涅涅茨自治區和科密共和國負責管轄，該地區蘊藏石油和煤。